# 2004年夏季残疾人奥林匹克运动会瑞典代表团
2004年夏季残疾人奥林匹克运动会瑞典代表团是瑞典派出的2004年夏季残疾人奥林匹克运动会代表团。获得8枚金牌、7枚银牌和6枚铜牌。